# Jammerbugt FC
A Jammerbugt FC, teljes nevén Jammerbugt Fodbold Klub egy dán labdarúgócsapat. A klubot 1974-ben alapították, jelenleg a harmadosztályban szerepel. A klub neve eredetileg Jetsmark IF volt, ez ma a tartalékcsapat neve, valamint 2008 és 2013 között Blokhus FC-nek hívták.

## Edzők
- Henning Pedersen (2008–2009
- Henrik Larsen (2009)
- Henning Pedersen (2009–2010)
- Søren Kusk (2010–2012)
- Bo Zinck (2012–2015)
- Frode Langagergaard (2015–2016)
- Martin Pedersen (2016)
- Lars Justesen (2016–2017)
- Bo Zinck (2017 –)

| Goalkeepers                          | Defenders | Midfielders | Strikers                                                   |
| ------------------------------------ | --- | --- | ---------------------------------------------------------- |
| - 01 René Bech - 21 Simon Enevoldsen | - 02 Jan Rasmussen - 03 Nick Svendsen - 06 Jonas Westmark - 12 Kasper Stiller - 17 Andreas Damgaard - 20 Søren Reese | - 07 Malthe Nygaard - 08 Conor O'Brien - 09 Mads Severinsen - 10 Peter Tranberg (C) - 13 Rasmus Christiansen - 15 Christian Overby - 16 Jeppe Østenkær - 19 Micky Malling Jensen - 27 Simon Rosenqvist | - 18 Kasper Knudsen - 22 Nickolaj Thomsen - 28 Ziad Nassar |

Last update: 2011-05-02.

## Külső hivatkozások
- (dánul) Hivatalos weboldal Archiválva 2021. december 20-i dátummal a Wayback Machine-ben